# ZFP64
ZFP64‏ (ZFP64 zinc finger protein) هوَ بروتين يُشَفر بواسطة جين ZFP64 في الإنسان.